# Stolovnik
Stolovnik – wieś w Słowenii, w gminie Krško. W 2018 roku liczyła 240 mieszkańców.